# Anua welwitschi
Anua welwitschi là một loài bướm đêm trong họ Erebidae.